# ヒメコウジ
ヒメコウジ（姫柑子、オオミコウジ、大実柑子、Gaultheria procumbens、eastern teaberry、checkerberry、boxberry、American wintergreen）は、ツツジ科シラタマノキ属の植物。北アメリカ東北部原産でニューファンドランド島からマニトバ州南東部、南はアラバマ州まで広がる。

## 成長と生育地
小低木であり、10–15 cm (3.9–5.9 in)程度まで成長する。葉は卵型もしくは楕円形で、長さ2–5 cm、幅1–2 cm程の、はっきりした冬緑油の香りを持つ常緑のものをつける。花は白い鐘型で長さ5 mm程になり、一本咲きまたは短い総状花序である。果実のようなベリーは直径6–9 mm程の肉厚の萼によるドライカプセルでおおわれている。
嫌石灰植物であり、松林や広葉樹林の酸性土壌を好むが、一般的に日当たりのよい地域でのみ果実をつける。また、しばしばオーク・ヒース林のheath complexでも育つ。
地表の20から30mm以内に長い地下茎が広がる。地下茎が浅い所に広がる性質上、殆どの森林火災に耐えることはないが、軽度の火災で、地上部が燃え尽きても、無傷の根茎が残った場合そこから再成長することがある。
ヒメコウジは王立園芸協会のガーデン・メリット賞を受賞している。

## 人間による利用

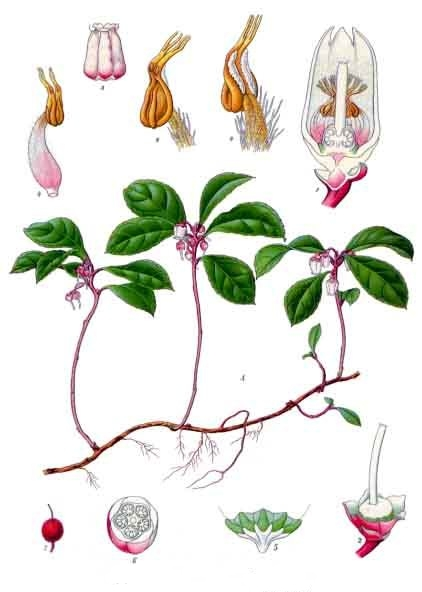
19世紀のイラスト

ほのかに甘いウィンターグリーン(wintergreen)の果実は事実上の"ティーベリー"(teaberry)と見なされ、食用とされる。葉や枝を乾燥させ、煎じたものは上質のハーブティとなる。葉は大量の精油を生成するために、少なくとも3日間の発酵を必要とする。
ヒメコウジが育つ地域ではアイスクリームの香料としてティーベリーが用いられる。チューインガムのクラークス・ティーベリーの名に影響を与えた。
また、サリチル酸メチルが含まれており、医療用としてネイティブ・アメリカンの様々な部族により使用される。

## 野生動物による利用
ヒメコウジは野生生物にとって、大量ではないが定期的に摂取される重要性な食料源であり、冬に実をつけ、また常緑の植物の一つである。オジロジカはヒメコウジの若芽や若葉を食し、重要な冬の食料源となっている地域もある。他にもシチメンチョウ、ホソオライチョウ、コリンウズラ、コウライキジ、アメリカグマ、シロアシネズミ、アカギツネがヒメコウジを食料とする。トウブシマリスの好物であり、葉はバージニア州におけるトウブハイイロリスの数少ない冬の食料源である。

## 通称
G. procumbens という名にはAmerican mountain tea, boxberry, Canada tea, canterberry, checkerberry, chickenberry, creeping wintergreen, deerberry, drunkards, gingerberry, ground berry, ground tea, grouseberry, hillberry, mountain tea, one-berry, partridge berry, procalm, red pollom, spice berry, squaw vine, star berry, spiceberry, spicy wintergreen, spring wintergreen, teaberry, wax cluster, and youngstersを含む。
partridge berryとしても知られるが、その名はしばしばグラウンドカバーのツルアリドオシ属に属するMitchella repens L.を指す。